# Foedus Cassianum
Das Foedus Cassianum (deutsch „cassischer Vertrag“) war ein Vertrag zwischen der römischen Republik und den Latinern, der entweder bereits 493 v. Chr. oder erst im Jahre 370 v. Chr. geschlossen wurde.
Nach der antiken Auffassung wurde der Vertrag kurz nach Gründung der römischen Republik im Jahr 493 v. Chr. auf Betreiben des Magistrats Spurius Cassius Vecillinus geschlossen. Die moderne Forschung nimmt heute überwiegend an, dass der Vertrag tatsächlich so früh abgeschlossen wurde. Nur eine Minderheit der Forschung vertritt noch die Meinung, dass das Datum eine annalistische Interpolation ist und der tatsächliche Vertrag in das 4. Jahrhundert v. Chr. zu datieren ist. Danach hat der gemeinsame Abwehrkampf gegen die Äquer und Volsker, die im 5. Jahrhundert v. Chr. in die latinische Ebene vorgerückt waren, das Bündnis der latinischen Städte entstehen lassen, unter denen Rom erst allmählich eine führende Stellung gewann.
Schon von Beginn an scheint Rom in diesem Bündnis die Vorherrschaft übernommen zu haben.

## Hauptmerkmale des Vertrages
- gemeinsame Außen- und Militärpolitik
- Heiratsrecht zwischen Römern und Latinern (ius conubii)
- Handelsrecht zwischen Rom und Latinerstädten (ius commercii)

Dionysios von Halikarnassos gibt dies als die Bedingungen des Vertrages an:
- Es soll Friede herrschen zwischen Rom und den gesamten latinischen Städten, solange Himmel und Erde den gleichen Stand haben. Sie sollen sich weder selber gegenseitig bekriegen, noch von auswärts Kriege einführen, noch Angreifern sichere Zuwege überlassen.
- Sie sollen den Angegriffenen mit ganzer Kraft Hilfe leisten.
- Die Beute aus gemeinsamen Kriegen soll gleichmäßig unter die beiden Parteien verteilt werden.
- Entscheidungen in privaten Handelsfällen sollen an dem Ort des Vertragsabschlusses innerhalb von zehn Tagen gefällt werden (lex contractus).
- Nur mit gemeinsamer Zustimmung der Römer und der Latiner darf diesen Vertragsbedingungen etwas hinzugefügt oder etwas daraus gestrichen werden.

Durch die militärische Koordination konnten die Parteien die Etrusker sowie die Herniker zurückschlagen.
Im Jahre 340 v. Chr. wandelte sich die Lage jedoch und ein Konflikt zwischen Römern und Latinern entstand, der zum Latinerkrieg mit der Schlacht am Regillus Lacus führte, nach dessen Ende die Latiner in das Staatsgebiet Roms integriert wurden.
Wie Marcus Tullius Cicero und Titus Livius angeben, war eine Inschrift mit dem Text des Vertrags noch bis in das 1. Jahrhundert v. Chr. auf einer Bronzesäule angebracht, die hinter der Rednertribüne (Rostra) auf dem Forum Romanum stand.